# 臺灣翠蛺蝶
臺灣翠蛺蝶（学名：Euthalia formosana），又名臺灣綠蛺蝶、高砂綠一文字蝶、臺灣綠一字蝶、臺灣蛺蝶、台灣翠蛺蝶、台灣綠蛺蝶、台灣綠一字蝶、台灣蛺蝶，为蛺蝶科翠蛺蝶屬下的一个种。本種蝶為臺灣特有種。其种加词“formosana”意为“台湾的”。

## 描述
本種無明顯雌雄差異。雄蝶頭部為橄欖綠褐色，複眼後緣乳白，觸角末端稍膨大且腹面裸露。口器褐色，下唇鬚乳白，背面與末端黑褐。胸背橄欖綠褐色，腹面乳白，足亦為乳白色，前足跗節癒合、有刺與毛。腹背橄欖綠褐色，腹面乳白。
前翅長37-50 mm，外型近三角形，前緣略凸，外緣近直線，翅頂尖；後翅扇形，翅脈末端稍突。翅背底色為橄欖綠褐，常具深綠或紫色光澤，外緣色深，中央有明顯乳白色帶紋（後翅邊界模糊），翅外側有暗色帶紋。前翅帶紋末端近翅頂有三枚白斑，中室內有兩條鏤空短紋；後翅中室末端亦有鏤空短紋。翅腹面底色偏黃白橄欖色，斑紋與背面相似，後翅內側有四枚鏤空紋，前翅外側暗帶更明顯。緣毛白色，翅脈末端黑褐。
雌蝶外觀與雄蝶相似，但前足跗節分節、有爪且無毛。
整體為中大型蛺蝶，翅形呈三角與扇形，翅面帶橄欖或紫色調，中央有黃白色帶紋，外側具暗紋，後翅基部有鏤空黑褐紋，緣毛黑白相間。

### 鑑別
本種與窄帶翠蛺蝶外型相似，分布區部分重疊，但本種多棲息於較低海拔地區。兩者可從以下特徵辨別：
- 窄帶翠蛺蝶後翅腹面中央白色帶紋內緣呈直線，本種則較不規則；
- 窄帶翠蛺蝶該帶紋邊緣有明顯黑褐色細邊，本種邊緣模糊，僅部分有黑邊；
- 窄帶翠蛺蝶的白色帶紋會延伸至CuA2室，本種不會；
- 窄帶翠蛺蝶的白帶通常比本種窄。

## 分佈
臺灣特有種，分布於本島低至中海拔山區。

## 棲地
棲息於常綠闊葉林，偶與窄帶翠蛺蝶共域，但多分布於較低海拔。一年一代，成蝶飛行快速，喜吸食腐果與樹液；幼蟲前期群聚生活，以殼斗科青剛櫟、赤皮青岡、錐果櫟、硬斗柯及大戟科粗糠柴等植物葉片為食，並以非休眠幼蟲越冬。